# Sipsi

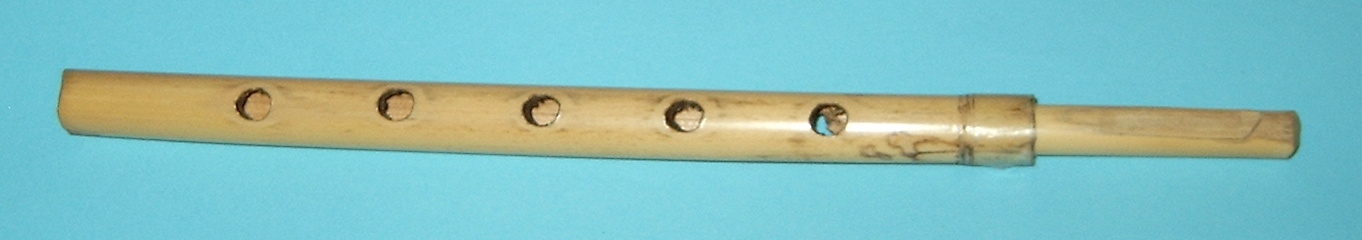
Sipsi en roseau

Le sipsi est un instrument à vent traditionnel phrygien ou hittite appartenant à la famille des instruments à anche simple comme la clarinette. 

## Facture
L'instrument est le plus souvent en roseau, parfois en bois. Il a entre cinq et huit trous, plus un pour le pouce. Une petite section de roseau avec une entaille servant d'anche est insérée dans la section principale. Il est très simple à concevoir et très sonore. Son origine est inconnue (probablement phrygien ou hittite) mais elle est probablement très ancienne, et l'objet n'a pas subi de modification au cours du temps.

## Jeu
Le musicien utilise souvent la respiration circulaire pour jouer de façon continue. Il peut atteindre des registres plus élevés par le contrôle de l'anche : plus il éloigne l'instrument de lui en serrant les lèvres, plus la partie de l'anche qui vibre est petite, donc le son est plus aigu.